# Maria Fida Moro
Maria Fida Moro (Roma, 17 dicembre 1946 – Roma, 7 febbraio 2024) è stata una politica italiana, figlia di Aldo Moro e senatrice della Repubblica nella X Legislatura.

## Biografia
Primogenita dei quattro figli del leader democristiano Aldo Moro, Maria Fida Moro nacque a Roma il 17 dicembre 1946. Suo figlio, Luca Moro, è il nipote più volte citato nelle lettere scritte durante il suo sequestro da parte delle Br, che ha il cognome del nonno su sua espressa richiesta, e che all'epoca dei fatti aveva appena due anni.
Ebbe diverse collaborazioni e militanze con vari partiti italiani. Eletta al Senato della Repubblica in Puglia alle elezioni politiche del 1987 con la Democrazia Cristiana, lasciata poi nel 1990, passò al gruppo di Rifondazione Comunista, come indipendente, nel quale permase fino al novembre 1991.
Nel 1993 passò al Movimento Sociale Italiano, con cui venne candidata a sindaco di Fermo, ottenendo il 5,4%. Partecipò in seguito alla costituzione di Alleanza Nazionale. Nel 1998 mise in scena lo spettacolo teatrale L'ira del sole, un 9 di maggio, da lei scritto assieme ad Antonio Maria Di Fresco e interpretato assieme al figlio Luca grazie alla produzione del Teatro Biondo Stabile di Palermo. Alle Elezioni europee del 1999 fu candidata con Rinnovamento Italiano-Lista Dini, raccogliendo 987 preferenze in meridione e 858 nel centro, non venendo eletta.
Nel gennaio 2007 dichiarò d'essere molto vicina al Partito Radicale, a cui aderì ufficialmente nel 2008. Fondò poi anche l'Associazione Radicale “Sete di verità - che attraversa le nostre vite”, allo scopo di affrontare le verità ritenute negate dal caso Moro ed episodi quotidiani di informazione non veritiera, “disattenzioni” delle istituzioni, di impossibilità per le vittime e per gli ultimi di avere voce ed ascolto. Accusò spesso Francesco Cossiga di essere corresponsabile della morte del padre.
Il 19 luglio 2010 fu l'unica tra i figli a non partecipare al funerale della madre, Eleonora Moro, a causa di dissidi con i fratelli. Subì tre pre-infarti e soffrì di alcuni tumori, con ben 26 ricadute in 34 anni. Nel 2013 la Moro, il figlio ed altri fondarono un movimento cristiano sociale denominato "Dimensione Cristiana con Moro", ispirato alla politica dello statista democristiano.
In occasione delle elezioni amministrative del 2016 a Roma, si candidò per la carica di consigliere comunale in Campidoglio, come capolista di "Più Roma - Democratici e Popolari", lista centrista formata da Centro Democratico e Democrazia Solidale, a sostegno del candidato sindaco Roberto Giachetti, ma non fu eletta.
Dopo una battaglia giudiziaria durata vent'anni, nel 2023 ottenne l'applicazione della legge 206/2004 a favore di Aldo Moro. La legge prevede l'esenzione fiscale sui redditi pensionistici e una maggiore anzianità contributiva a favore delle vittime di terrorismo.
Malata da tempo, morì il 7 febbraio 2024 in una clinica di Roma all'età di 77 anni.

## Opere
- La casa dei cento Natali, Milano, Rizzoli, 1982. Premio Speciale Viareggio 1982;[17]
- Un Dio simpatico, Milano, Rizzoli, 1984. ISBN 88-17-53541-9.
- In viaggio con mio papà, Milano, Rizzoli, 1985. ISBN 88-17-53539-7.
- La banda dell'occhio di Giada, Torino, Società editrice internazionale, 1985. ISBN 88-05-03870-9.
- Il sole blu, Milano, Rizzoli, 1986. ISBN 88-17-53542-7.
- La nebulosa del caso Moro, a cura di, Milano, Selene, 2004. ISBN 88-86267-68-1.
- Nuvole rosse sulla trincea invisibile, Roma, Reality Book, 2009. ISBN 978-88-95284-15-6.